# Serhij Buriak
Serhij Wasylowycz Buriak, ukr. Сергій Васильович Буряк (ur. 1 kwietnia 1966 w Doniecku) – ukraiński przedsiębiorca i polityk, z wykształcenia finansista, kandydat nauk ekonomicznych, deputowany.

## Życiorys
Absolwent studiów finansowych w kijowskim instytucie ekonomicznym, przekształconym później w Kijowski Narodowy Uniwersytet Ekonomiczny. Uzyskał stopień kandydata nauk. Pracował jako asystent na macierzystej uczelni. Na początku lat 90. rozpoczął karierę biznesową, od 1992 do 1996 zasiadał we władzach Brokbiznesbanku. W 1995 uzyskał mandat deputowanego do Rady Najwyższej, z powodzeniem ubiegał się o reelekcję w 1998 i 2002. W IV kadencji parlamentu należał do większości popierającej rząd Wiktora Janukowycza. Po pomarańczowej rewolucji przeszedł do Bloku Julii Tymoszenko. Z listy BJuT uzyskał mandat poselski w 2006 i ponownie w przedterminowych wyborach w 2007.
Od 1999 do 2007 zasiadał w radzie NBU. W grudniu 2007 został powołany na urząd szefa Państwowej Służby Podatkowej Ukrainy, którą kierował do 2010. W 2012 ponownie wybrany do parlamentu w okręgu większościowym jako kandydat niezależny. Dołączył do frakcji Partii Regionów, którą opuścił w 2014.
Jest starszym bratem Ołeksandra Buriaka, również bankiera i polityka. W 2008 na liście najbogatszych Ukraińców zajęli miejsca 19. i 20. z majątkiem wycenianym na około 1 mld USD.